# Armando Bonino
Armando Bonino (Lucca, ... – 1964) è stato un calciatore e allenatore di calcio italiano, di ruolo attaccante.

## Carriera
Fu fratello di Enrico ed Ernesto, che giocarono assieme a lui nella Lucchese. Era considerato fra i tre il giocatore di maggior talento. Detiene il record di gol segnati per la Lucchese nel derby con il Viareggio.
Nel 1939-1940 allenò la Lucchese in Serie A, che però si classificò all'ultimo posto. L'anno seguente fu alla guida del Pescara in Serie C, dove fu sostituito da Mario Pizziolo dopo una sconfitta per 7-2 contro l'Orbetello. Nel 1940-1941 guidò invece il Prato alla promozione in Serie B.
Nel 1945 fu tra i protagonisti della rifondazione della Lucchese dopo la Seconda guerra mondiale.

## Palmarès

### Giocatore

#### Individuale
- Capocannoniere della Coppa Italia: 1

Lucchese: 1922 (6 gol)

### Allenatore

#### Competizioni nazionali
- Serie C: 1

Prato: 1940-1941